# Іжевськ (аеропорт)
Аеропорт Іжевськ (IATA: IJK, ICAO: USII) — аеропорт міста Іжевськ, Удмуртія, Росія. Розташовано за 15 км від Іжевська.

## Приймаємі типи повітряних суден
Злітна смуга аеропорту має бетонне покриття і дозволяє приймати такі повітряні судна, як Ан-12, Ан-24, Ан-26, Іл-76 (за разовим дозволом), Ту-134, Ту-154 (за разовим дозволом), Як-42,  Bombardier CRJ 100/200, Embraer EMB 120 Brasilia, Pilatus PC-12 і всі легші, а також вертольоти всіх типів.

## Транспортне сполучення
Аеропорт пов'язаний з містом автомобільною дорогою і має під'їзд до Іжевської кільцевої автомобільної автодороги, по якій можна дістатися і до інших районів республіки. Єдиним громадським транспортом, що дозволяє дістатися до міста, є автобус компанії ІПОПАТ приміського маршруту № 33.
Також до аеропорту прокладено залізничну колію від станції Вожой на лінії Іжевськ-Воткінськ, по якій пасажирське сполучення відсутнє.

## Авіалінії та напрямки, серпень 2022
| Авіакомпанія | Пункт призначення                                                                            |
| ------------ | -------------------------------------------------------------------------------------------- |
| Aeroflot     | Москва-Шереметьєво                                                                           |
| Izhavia      | Москва-Домодєдово, Новосибірськ, Ст. Петербург Сезонний: Анапа, Краснодар, Сімферополь, Сочі |
| RusLine      | Москва-Внуково                                                                               |

## Пасажирообіг
Див. джерело запитів Вікіданих та джерела.

## Ресурси Інтернету
- Официальный сайт авиакомпании «Ижавиа» [Архівовано 15 травня 2022 у Wayback Machine.]
- Аэропорт Ижевск в справочнике Aviapages.ru